# Beaufort (Alta Garonna)
Beaufort è un comune francese di 372 abitanti situato nel dipartimento dell'Alta Garonna nella regione dell'Occitania.

## Società

### Evoluzione demografica
Abitanti censiti